# Слабость большевика (фильм)
«Сла́бость большевика́» (исп. La flaqueza del bolchevique) — испанский кинофильм 2003 года режиссёра Мануэля Мартина Куэнки. Этот фильм основан на одноимённом романе Лоренсо Сильвы и рассказывает о необычных и трагических отношениях между взрослым бизнесменом и 14-летней школьницей.
Фильм впервые был показан на 51-м кинофестивале в Сан-Себастьяне в сентябре 2003 года, а официальная премьера в кинотеатрах состоялась 31 октября 2003 года в Испании.

## Сюжет
Машина Пабло Лопеса, банкира по профессии, сталкивается с другим автомобилем, за рулём которого оказывается тщеславная и богатая Сонсолес. Последовавшие споры и разногласия между водителями привели к тому, что Сонсолес подала иск о возмещении вреда против Пабло. Разъярённый банкир начинает преследовать истицу и однажды замечает её вместе с младшей сестрой Марией, 14-летней ученицей. Пабло начинает следить за девочкой, а вскоре уже после их знакомства его жизнь резко меняется. Герой начинает видеть в Марии всё то лучшее, от чего он сам когда-то отказался, чтобы стать успешным банкиром.

## В ролях
| Актёр              | Роль        |
| ------------------ | ----------- |
| Луис Тосар         | Пабло Лопес |
| Мария Вальверде    | Мария       |
| Мар Регерас        | Сонсолес    |
| Натали Поса        | Ева         |
| Маноло Соло        | Франсиско   |
| Рубен Очандиано    | Ману        |
| Жорди Даудер       | Альфредо    |
| Энрикета Кабальира | Долорес     |

| Актёр                    | Роль           |
| ------------------------ | -------------- |
| Роберто Драго            | Рауль          |
| Кристина Барросо         | Андреа         |
| Даниэль Грау             | Перико         |
| Иоланда Серрано          | Альба          |
| Карла Гайян              | Исаскун        |
| Анхела Эррера            | Эльса          |
| Марко Аурелио Гонсалес   | Маркос         |
| Хосе Антонио Исагирре    | Армандо        |
| Луис Мигель Сеги         | офицер полиции |
| Виктор Фернандес Альдана | клиент         |
| Мариола Руис             | женщина        |
| Дани Грао                |                |

## Реакция

### Отзывы
- На сайте IMDb (по состоянию на ноябрь 2011 г.) фильм получил рейтинг 7,1 балла (всего проголосовало 772 человека), причём наибольшее количество респондентов (225) поставили фильму оценку 8 баллов.[1]

### Кассовые сборы
- В Испании фильм собрал в первый день показа — 2 ноября 2003 года 121 652 евро.[2]

## Награды и номинации

### Награды
Премия Гойя:
- 2004 — Лучший женский актёрский дебют (Мария Вальверде)

Премия фестиваля фильмов в Майами:
- 2004 — Лучший актёр (Луис Тосар)

Премия Первого Европейского фестиваля фильмов в Анже:
- 2004 — Вознаграждение зрителей за лучший игровой фильм (Мануэль Мартин Куэнка)

### Номинации
Премия Гойя:
- 2004 — Лучший адаптированный сценарий (Лоренсо Сильва и Мануэль Мартин Куэнка)

## Интересные факты
- Фильм был показан в России впервые в марте 2004 года на 9-м московском кинофестивале «Лики любви 2004».